# Cymus claviculus
Cymus claviculus ist eine Wanze aus der Familie der Cymidae.

## Merkmale
Die Wanzen werden 3,5 bis 4,8 Millimeter lang und sind damit die kleinsten Vertreter ihrer Gattung in Mitteleuropa. Die Unterscheidung von den anderen Arten der Gattung ist jedoch nicht einfach. Cymus claviculus kann durch die schmale, gepunktete Binde nahe der Naht zwischen Corium und Clavium auf den Hemielytren bestimmt werden. Bei allen anderen Arten der Gattung ist das Corium vollständig gepunktet.

## Verbreitung und Lebensraum
Die Art ist in Europa vom nördlichen Mittelmeerraum bis ins mittlere Skandinavien und weiter östlich bis Sibirien und über Kleinasien bis in den Kaukasus verbreitet. Sie ist in Mitteleuropa weit verbreitet und häufig und besiedelt feuchte und trockene, offene Lebensräume.

## Lebensweise
Die Tiere leben vor allem auf Binsengewächsen (Juncaceae) wie z. B. an Sparriger Binse (Juncus squarrosus), Kröten-Binse (Juncus bufonius) oder Platthalm-Binse (Juncus compressus). Seltener findet man sie auch auf Sauergrasgewächsen (Cyperaceae), wie z. B. Seggen (Carex). Die Nymphen saugen an den Stängeln der Pflanzen. Die Überwinterung erfolgt als adultes Tier auf sandigen Böden in trockener Bodenstreu unter Besenheide (Calluna vulgaris) oder unter loser Rinde an Stämmen auch abseits von den Nahrungspflanzen.

## Belege